# Jacob August Norblad
Jacob August Norblad, född 11 september 1839 i Gävle, död 13 november 1912 i Stockholm, var en svensk kemist. Han var farbror till Allan Norblad.
Norblad blev filosofie kandidat 1871, var docent i analytisk kemi 1873–75 och blev filosofie doktor 1875 på avhandlingen Bidrag till kännedomen om vanadiums amfidsalter – allt i Uppsala. Han var från 1874 kemist vid Rörstrands porslinsfabrik i Stockholm  och utövade som sådan högt skattad verksamhet. Han var i många år ordförande i Kemistsamfundet.